# Kobus Wiese
Pour les articles homonymes, voir Wiese.
Pas d'image ? Cliquez ici

a Compétitions nationales et continentales officielles uniquement.

b Matchs officiels uniquement.
Jakobus Johannes Wiese, plus connu comme Kobus Wiese, né le 16 mai 1964 à Paarl (Afrique du Sud), est un ancien joueur sud-africain de rugby à XV qui a joué avec l'équipe d'Afrique du Sud entre 1993 et 1996. 
Il évoluait comme deuxième ligne (1,98 m pour 119 kg).
Il évoluait pour la province sud-africaine de Currie Cup des Golden Lions (ancienne équipe du Transvaal).
Il a gagné la Coupe du monde de rugby 1995.
Il est devenu propriétaire d'une chaîne de cafés et PDG d'une usine de torréfaction à Johannesburg, ainsi que consultant & animateur télé.

## Carrière

### En province et club
- Boland Cavaliers 1985 (12 matchs)
- Rugby club Strasbourg 1986-1987
- Union sportive carcassonnaise XV 1987-1988
- Western Transvaal (18 matchs)
- Golden Lions[2] 1988-1996 (21 essais, 135 matchs)
- Cats 1998
- Petrarca Padoue  Italie

### Avec les Springboks
Il a effectué son premier test match avec les Springboks le 26 juin 1993 à l’occasion d’un match contre l'équipe de France (match nul 20-20). Il a connu sa dernière cape avec les Springboks le 16 décembre 1996 à l’occasion d’un match contre l'équipe du pays de Galles (victoire 37-20).

## Palmarès

### En province
- Vainqueur de la Currie Cup 1993, 1994
- Finaliste de la Currie Cup 1991, 1992
- Vainqueur du Super 10 en 1993

### Avec les Springboks
- 18 sélections
- 1 essai (5 points)
- Sélections par saison : 1 en 1993, 9 en 1995, 8 en 1996.

### Coupe du monde
- 1995 : champion du monde, 5 sélections (Roumanie, Canada, Samoa, France, Nouvelle-Zélande).